# Jens Carsten Jantzen
Jens Carsten Jantzen (* 18. Oktober 1948 in Störtewerkerkoog) ist ein deutscher Mathematiker, der sich mit Algebra befasst.

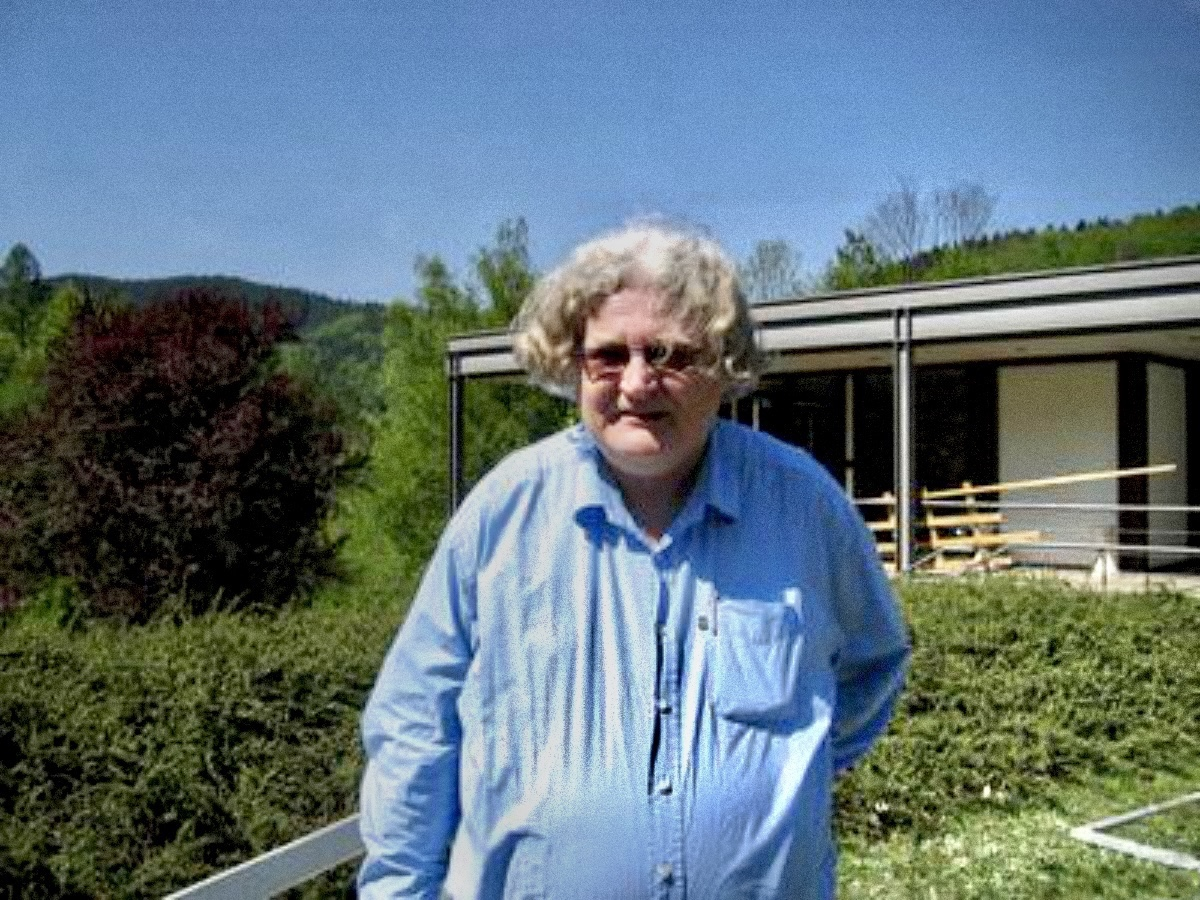
Jens Carsten Jantzen in Oberwolfach 2007

Jantzen wurde 1973 an der Universität Bonn bei Jacques Tits promoviert (Darstellungen halbeinfacher algebraischer Gruppen und zugeordnete kontravariante Formen). 1977 habilitierte er sich an der Universität Bonn (Moduln mit einem höchsten Gewicht) und war dort 1978 bis 1985 wissenschaftlicher Rat und Professor. Er war 1985 bis 1988 Professor an der Universität Hamburg, ab 1988 Professor an der University of Oregon und er ist seit 1995 Professor an der Universität Aarhus.
Er befasst sich mit Darstellungstheorie algebraischer Gruppen und Lie-Algebren. Verschiedene mathematische Konzepte sind hier nach ihm benannt und wurden von ihm eingeführt wie die Jantzen-Filtration, die Jantzen-Summenformel, Translations-Funktoren von Lie-Algebren (unabhängig durch Gregg Zuckerman).
Er ist Fellow der American Mathematical Society. 2012 wurde er zum Mitglied der Academia Europaea gewählt. 2008 bis 2011 war er Herausgeber von Mathematica Scandinavica, 1985 bis 1988 der Abhandlungen aus dem Mathematischen Seminar der Universität Hamburg und 1996 bis 2007 der Mathematischen Zeitschrift. Er war Invited Speaker auf dem Internationalen Mathematikerkongress 1994 in Warschau (Einhüllende Algebren halbeinfacher Lie-Algebren).
Zu seinen Doktoranden gehört Wolfgang Soergel.

## Schriften
- Moduln mit einem höchsten Gewicht, Lecture Notes in Mathematics 750, Springer Verlag 1979, ISBN 978-3-540-09558-3, doi:10.1007/BFb0069521
- Einhüllende Algebren einfacher Lie-Algebren, Ergebnisse der Mathematik und ihrer Grenzgebiete, Springer Verlag 1983, ISBN 3-540-12178-1, doi:10.1007/978-3-642-68955-0
- Lectures on Quantum Groups, Graduate Studies in Mathematics, AMS 1996
- Representations of Algebraic Groups, Mathematical Surveys and Monographs, AMS 1987, 2. Auflage 2003
- mit Joachim Schwermer: Algebra, Springer, 2006, ISBN 3-540-21380-5, doi:10.1007/3-540-29287-X
- mit Walter Borho: Über primitive Ideale in der Einhüllenden einer halbeinfachen Lie-Algebra, Inventiones Mathematicae, 39, 1977, 1-53, doi:10.1007/BF01695950, online bei DigiZeitschriften